# Тайхланд
Тайхланд или Га́тойце (нем. Teichland; н.-луж. Gatojce) — коммуна в Германии, в земле Бранденбург.
Входит в состав района Шпре-Найсе. Подчиняется управлению Пайц. Население составляет 1171 человек (на 31 декабря 2010 года). Занимает площадь 34,87 км².

## Населённые пункты
Коммуна подразделяется на 3 сельских округа:
- Беренбрюк (Барбук)
- Мауст (Гус)
- Нойэндорф (Нова-Вяс)

## Население
В настоящее время деревня входит в состав культурно-территориальной автономии «Лужицкая поселенческая область», на территории которой действуют законодательные акты земель Саксонии и Бранденбурга, содействующие сохранению лужицких языков и культуры лужичан.
| Год  | Население |
| ---- | --------- |
| 2005 | 1290      |
| 2010 | 1192      |